# Homologietheorie
In de algebraïsche topologie, een deelgebied van de wiskunde, verstaat men onder de homologietheorie de axiomatische studie van het intuïtieve meetkundige idee van een homologie van cycli op de topologische ruimte. De homologietheorie kan breedweg worden gedefinieerd als de studie van homologietheorieën over topologische ruimten.

## Het algemene idee

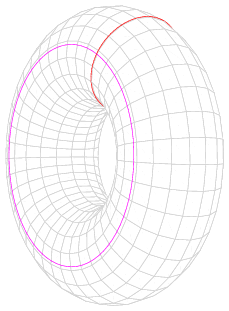
Een torus met in roze en rood gekleurde generatoren.

Met elke topologische ruimte {\displaystyle X} en elk natuurlijk getal {\displaystyle k} kan men een verzameling {\displaystyle H_{k}(X)} associëren, waarvan de elementen ({\displaystyle k}-dimensionaal) homologieklassen worden genoemd. Er bestaat een goed gedefinieerde manier om homologieklassen op te tellen en af te trekken. Deze manier maakt {\displaystyle H_{k}(X)} tot een abelse groep, die men de {\displaystyle k}-e homologiegroep {\displaystyle X} noemt. In heuristische termen geeft de grootte en structuur van {\displaystyle H_{k}(X)} informatie over het aantal {\displaystyle k}-dimensionale gaten in {\displaystyle X}. Als {\displaystyle X} bijvoorbeeld het cijfer acht is, dan heeft {\displaystyle X} twee gaten, die in deze context als zijnde een-dimensionaal tellen. De hiermee corresponderende homologiegroep {\displaystyle H_{1}(X)} kan worden geïdentificeerd met de groep {\displaystyle \mathbb {Z} \oplus \mathbb {Z} } van paren van gehele getallen, met een kopie van {\displaystyle \mathbb {Z} } voor elke gat. Hoewel het erg voor de hand liggend lijkt te zijn om te zeggen dat {\displaystyle X} twee gaten heeft, is het verrassend moeilijk om dit op wiskundige strikte manier te  formuleren. Het opstellen van zo'n strikte formulering is een centrale doelstelling van de homologietheorie.